# Anne Grete Nissen
Anne Grete Nissen, född 14 november 1946, är en dansk skådespelare.

## Filmografi
- 1968 – Utan en tråd
- 1970 – Mazurka på sängkanten
- 1970 – Kyrkoherden
- 1971 – Dagmars heta trosor